# Chowdenahalli, Nagamangala
Chowdenahalli là một làng thuộc tehsil Nagamangala, huyện Mandya, bang Karnataka, Ấn Độ.